# Fruticées de Pilbara
Localisation
Les Fruticées de Pilbara forment une écorégion définie par le fonds mondial pour la Nature (WWF) qui couvre une zone de plus de 175 000 km2 au nord-ouest de l'Australie-Occidentale. Elle appartient à l'écozone australasienne et au biome des déserts et terres arbustives xériques.